# Johann Niemann
Johann Niemann (4. august 1913 - 14. oktober 1943) var en tysk SS-Untersturmführer (sekondløjtnant) og vicekommandant for Sobibór udryddelseslejren. Niemann udførte direkte folkedrab på jøder og andre folk på Sobibór under Aktion Reinhard-fasen af Holocaust.
Niemann meldte sig ind i nazi-partiet i 1931 med medlemsnummer 753.836 og i SS i 1934 med medlemsnummer 270.600. Han tjente først i Bełżec udryddelseslejren, med en rang af SS-Oberscharführer (sergent), hvor han havde befalingsmagt i lejr II, udryddelsesområdet. Derefter blev han overført til Sobibór udryddelseslejren. Niemann var vicekommandant for Sobibór ved forskellige lejligheder i 1942, før han fik stillingen permanent i begyndelsen af 1943. Efter Heinrich Himmlers besøg i Sobibór den 12. februar 1943 blev Niemann forfremmet til SS-Untersturmführer.
Karl Frenzel, også kommandant i Sobibór, huskede, hvordan Niemann håndterede en særlig trussel om fangeroprør i lejren:
| Citat | En polsk kapo fortalte mig at nogle hollandske jøder var ved at organisere en flugt, så jeg viderefortalte det til vicekommandant Niemann. Han beordrede at de tooghalvfjerds jøder blev henrettet. | Citat |
|       | |       |

Den 14. oktober 1943 fandt et fangeoprør sted i Sobibór-lejren. Niemann var den højest placerede SS-officer, der var på vagt den dag, og derfor var han den første person, der blev myrdet af fangerne. Niemann blev dræbt i skræddernes barakker med en økse til hovedet af Alexander Shubayev, en jødisk soldat fra den Røde Hær, fængslet i Sobibór som Sonderkommando slavearbejder.
I 2020 blev det offentliggjort, at der var blevet opdaget 350 fotos fra Sobibór fra krigstiden. Billederne var i et album, der tilhørte stedfortrædende kommandant Johann Niemann. Billederne omfatter angiveligt fotos af John Demjanjuk, en ukrainsk-født vagt i lejren, som i 2011 blev dømt af en domstol i München for at være et medvirkende til mordet på 27.900 jøder i Sobibór.